# Cañón antitanque APX 47 mm
El APX 47 mm era un cañón antitanque francés que fue empleado en las primeras etapas de la Segunda Guerra Mundial.

## Desarrollo
En la década de 1930, la artillería francesa buscaba un reemplazo para los cañones antitanque derivados del cañón de campaña Modelo 1897 75 mm. A pesar de tener una buena capacidad antiblindaje, el venerable soixante-quinze era pesado y más difícil de ocultar que los pequeños cañones antitanque de diseño moderno, pequeño calibre y alta velocidad. El cañón elegido era un diseño del arsenal estatal Atelier de Puteaux (Taller de Puteaux, abreviado como APX), que fue designado como canon de 47 mm semi-automatique mle 1937. También se produjo un modelo similar, designado como canon de 47 mm semi-automatique mle 1939. Fueron armas muy efectivas, especialmente debido al delgado blindaje de los tanques alemanes de la época (Panzer 35(t), Panzer 38(t), Panzer I, Panzer II y Panzer III). Podían perforar blindajes con un espesor de 60 mm a 550 m y 80 mm a 180 m. Desafortunadamente, el APX 47 mm no estaba disponible en grandes cantidades al inicio de la Batalla de Francia.

## Uso de los cañones capturados
Los cañones capturados por los alemanes fueron empleados con la designación 4.7 cm Pak 181(f) para el Modelo 1937 y 4.7 cm Pak 183(f) para el Modelo 1939. Además de ser empleados en las fortificaciones del Muro atlántico, también fueron instalados como armamento principal de varios cazatanques.
- 4.7 cm Pak 181(f) oder 183(f) auf PzJäg Lorraine Schlepper(f) - montado sobre el chasis de un tractor de artillería francés
- 4.7 cm Pak(f) auf Panzerspähwagen P204(f) - montado sobre el chasis de un automóvil blindado francés
- 4.7 cm Pak(f) auf PzKpfW I - montado sobre el chasis de un Panzer I
- 4.7 cm Pak(f) auf PzKpfW Mk.II 748(e) - montado sobre el chasis de un tanque Matilda II
- 4.7 cm Pak 181(f) oder 183(f) auf PzKpfW 35R(f) - montado sobre el chasis de un Renault R35[2]

## Usuarios
- Francia
- Alemania nazi: empleó cañones capturados con las designaciones 4.7 cm Pak 181(f) y 4.7 cm Pak 183(f).

## Variantes
- SA 39 TAZ 47 mm - variante montada sobre trípode, capaz de rotar a 360°, que no entró en producción.
- SA 35 47 mm - variante inicial, montada a bordo de tanques tales como el Somua S-35 y el Char B1.